# Rainbow: Nisha Rokubou no Shichinin
Rainbow - Nisha Rokubō no Shichinin (ＲＡＩＮＢＯＷ　二舎六房の七人) é uma série de mangá escrita por George Abe e ilustrada por Masasumi Kakizaki.
A história se passa no violento Japão pós-guerra dos anos 50, onde um grupo 6 de garotos é enviado ao reformatório.

## Trilha Sonora
Abertura
- We're Not Alone  - Coldrain[4]

Encerramento
- A Far-Off Distance - Galneryus[4]